# Parfém: Příběh vraha
Parfém: Příběh vraha je koprodukční film z roku 2006, režírovaný Tomem Tykwerem. Příběh je založen na stejnojmenném románu Parfém Patricka Süskinda a pojednává o životě masového vraha ve Francii v 18. století (1738–1766).

## Děj
Jean-Baptiste Grenouille je sirotek, žijící v 18. století v Paříži. V momentě, kdy se narodí (1738), se scéna na špinavém tržišti v Paříži rozděluje a zaměřuje na několik vizuálních vjemů (hnijící maso, hnůj, mrtvé ryby, červy lezoucí v mase atd.). Vypravěč se zmiňuje, že všechny tyto pachy jsou pro lidi nepříjemné, ne však pro čerstvě narozeného Jeana-Baptistu, který byl obdařen neobyčejnými čichovými schopnostmi. Novorozenec začne hlasitě brečet a lidé se na tržišti začnou pídit odkud je tento zvuk a uvidí utíkající matku Jeana-Baptista, která jej odvrhla na ulici (narodily se jí předtím 4 mrtvé děti). Za tento „pokus“ o vraždu je odsouzena k oběšení a Jean-Baptista putuje do pařížského sirotčince.
Ačkoliv je novorozenec, ostatní v sirotčinci vytuší, že je Jean-Baptiste jiný a pokusí se ho udusit polštářem. Tak, jako mnohokrát ještě vidno ve filmu, uniká smrti. Je zachráněn paní Gayárdovou, ženou, která vede sirotčinec a která jej i později, v jeho 12 letech, prodá do skorootroctví – do koželužny. Po tomto prodeji je však oloupena a zabita. Životnost dětí v koželužně není více než pět let, Jean-Baptiste však odolává po mnoho let. Jeho život se razantně mění, když jej šéf koželužny vybídne, aby nesl kůže s ostatními do města. Zde poznává nesčetné množství nových vůní a pachů, což ho přivede i k obchodu s parfumérií. Nové vůně však nepoznává; dlouho je okouzlen mnohem líbivější vůní, vydává se za ní a nachází mladou, krásnou, rudovlasou prodavačku švestek. Následuje její vůni a drží se u ní velmi blízko, když jej však mladá dívka zpozoruje poleká se a začne křičet. Jean-Baptiste Grenouille se ji snaží instinktivně umlčet a nechtěně ji tak udusí. Po její smrti neutíká, ale dále vychutnává onu líbivou vůni, zjišťuje však, že s její smrtí tělo mění pachové složení a on ztrácí líbivou vůni.
Jednoho dne se voňavkář Giuseppe Baldini (Dustin Hoffman) rozhodne, že chce replikovat slavný parfém: Amore a Psýché svého konkurenta Pelissiera. Marně se snaží celý den zjistit, který z éterických olejů tvoří parfém. Později ten večer, Grenouille přináší do jeho domu dodávku s usněmi. Prozrazuje Baldinimu, že ví, že se snaží zkopírovat Amore a Psýché a ví, jaká je poslední přísada.

## Obsazení
| Ben Whishaw       | Jean-Baptiste Grenouille |
| Dustin Hoffman    | Giuseppe Baldini, muž, který zaměstnal Grenouilleho ve svém obchodě s parfémem. On učí Grenouilleho jak uchovávat vůně a vyrábět parfémy.                                 |
| Rachel Hurd-Wood  | Laura Richis, dcera mocného Antoine Richise a subjekt Grenouilleho zájmu a posedlosti k výrobě dokonalého parfému.                                                        |
| Alan Rickman      | Antoine Richis, otec Laury. Má strach o bezpečnost své dcery a rozhodne se utéci s dcerou z města..                                                                       |
| John Hurt         | vypravěč |
| Corinna Harfouch  | Madame Arnulfi |
| Karoline Herfurth | rudovlasá dívka, která se stane Grenouilleho první obětí. A on se od té chvíle stal posedlý uchováním vůní, protože zjišťuje, že se svou smrtí ztratila onu úžasnou vůni. |